# 郑祖法
郑祖法，浙江上虞縣人，明朝政治人物。进士出身。

## 生平
萬曆三十七年（1609年）己酉科浙江鄉試舉人，萬曆三十八年（1610年）庚戌科聯捷進士。曾任福建延平府知府。